# 巴德·考克斯
查尔斯·「巴德」·考克斯（英語：Charles "Bud" Cox；1960年4月11日—）是一位已退役美國男網球運動員，在1982年1月4日取得個人單打排名新高的149名，而最高雙打排名則於1984年7月30日達到63名。

## 生涯
考克斯在就讀奧本大學期間已打網球。
考克斯曾三次參加大滿貫單打，但三次均在第一輪止步。在雙打賽事他表現較佳，在1985年溫布頓網球錦標賽和1987年美國網球公開賽中打進第三輪。此外在1984年法國網球公開賽的混合雙打中，打進至半準決賽。
在大奖赛网球巡回赛方面，1987年是他表現最好的一年，贏得了在圣樊尚舉行的網球比賽雙打冠軍，拍擋為邁克爾·凡科特。這是他第三次打進大奖赛決賽，前兩次都飲恨未能奪冠。考克斯在單打表現最好的賽事是1987年里昂大獎賽，他擊敗了世界排名19的蒂埃里·蒂拉纳並打進至半準決賽。
1986年，考克斯在尼日利亞參加比賽時，與網球選手吉姆·格法因和莫里斯·斯特罗德一起研習聖經期間，格法因從酒店窗戶跳下去並大喊「耶穌」。根據官方說法，當天三人均聲稱看到上帝撕毀他們的護照，現金和其他物品並扔出去7樓房間窗外。官方說當時發現考克斯和斯特罗德在房間赤裸祈禱。他們回答官員提問時，說道「上帝的旨意將會實現」和「上帝會懲罰你」。三名球員之後被送回家。另一網球員博比·邦克說這三人之前曾在半夜兩度闖進他的房間，呼籲他「放棄網球和信主」。邦克不得不召喚酒店警衛把他們帶離房間。

## 巡迴賽決賽及冠軍

### 雙打
| 賽果 | 日期      | 巡迴賽       | 地面 | 拍擋          | 對手                              | 比分          |
| ---- | --------- | ------------ | ---- | ------------- | --------------------------------- | ------------- |
| 負   | 1984年8月 | 美國哥伦布   | 硬地 | 特里·穆尔     | 桑迪·迈耶 斯坦·史密斯             | 4–6, 7–6, 5–7 |
| 負   | 1986年8月 | 意大利圣樊尚 | 泥地 | 邁克爾·凡科特 | 利博·佩梅克 帕维尔·斯洛日尔       | 3–6, 3–6      |
| 冠軍 | 1987年8月 | 意大利圣樊尚 | 泥地 | 邁克爾·凡科特 | 马西莫·切罗 亚历山德罗·德米尼西斯 | 6–3, 6–4      |

## 外部連結
- 巴德·考克斯（英文/西班牙文）的官方資料